# Taima-dera
Le Taima-dera (當麻寺) est un temple bouddhiste situé à Katsuragi, préfecture de Nara au Japon, fondé en 612 par le prince impérial Maroko, frère du prince Shotoku. Le temple est déplacé à son emplacement actuel en 681 par le petit-fils du prince Maroko et sert de temple principal, ou honzan (本山) de la secte Hosso à présent disparue. Le principal objet de vénération du temple est le Yakushi mais l'attraction la plus populaire est le Taima Mandala, représentation picturale de la Terre pure et lieu de pèlerinage pour les bouddhistes de la Terre pure.
Le temple préserve la légende de la princesse Chujo-hime qui, en une nuit, a tissé un mandala Nirvana et a été emportée au Nirvana où elle réside toujours.
Le Taima-dera possède deux pagodes à trois étages du VIIIe siècle. C'est la seule combinaison de ce type encore existante au Japon. Une copie du mandala, une statue de la princesse Chujo-hime et une statue de Amida-Nyorai sont aussi exposées.

## Galerie d'images

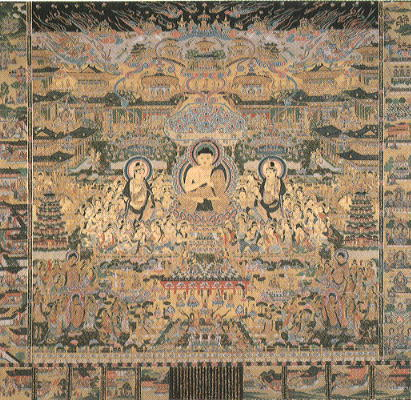
Taima Mandala.
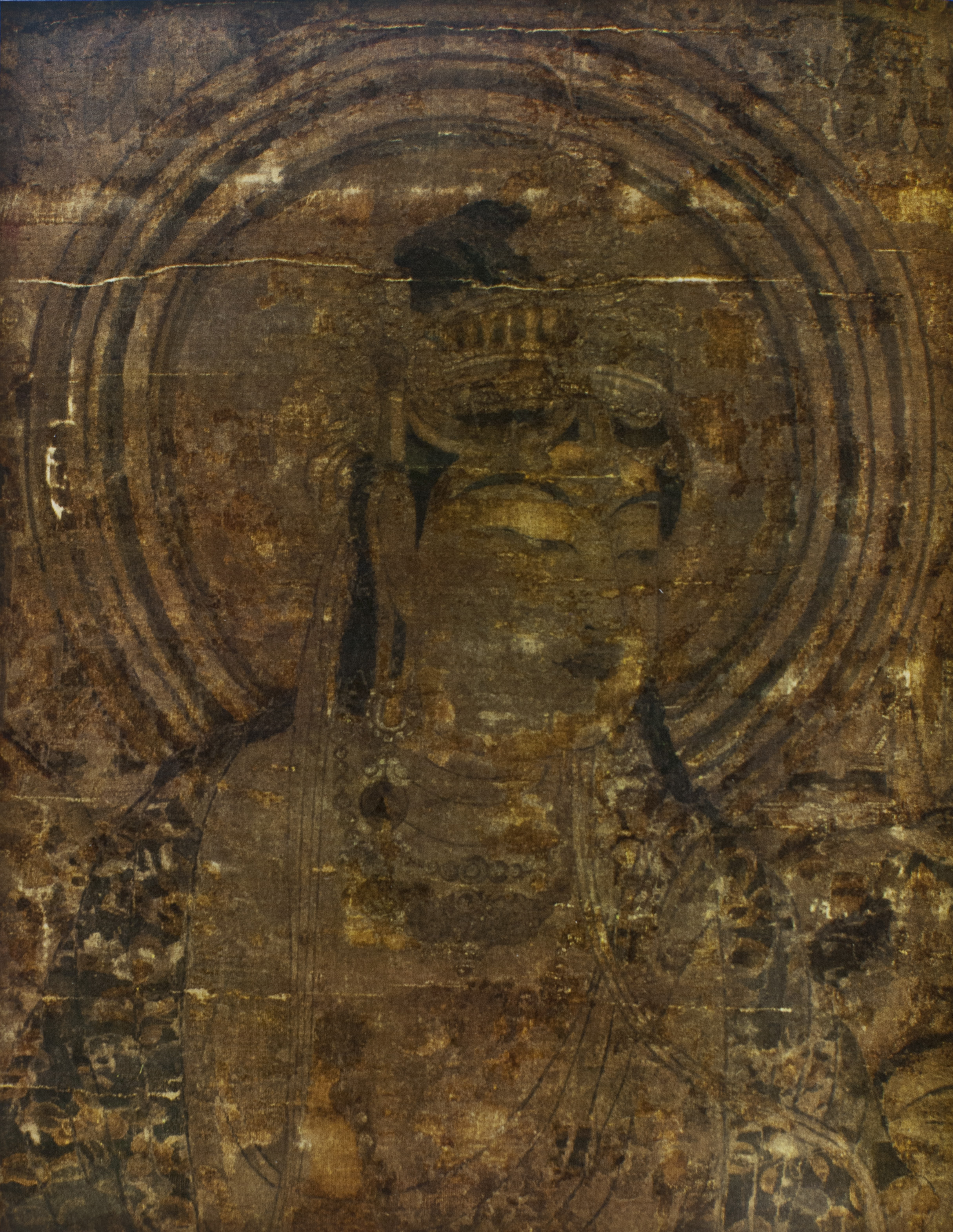
Taima Mandala (détail).
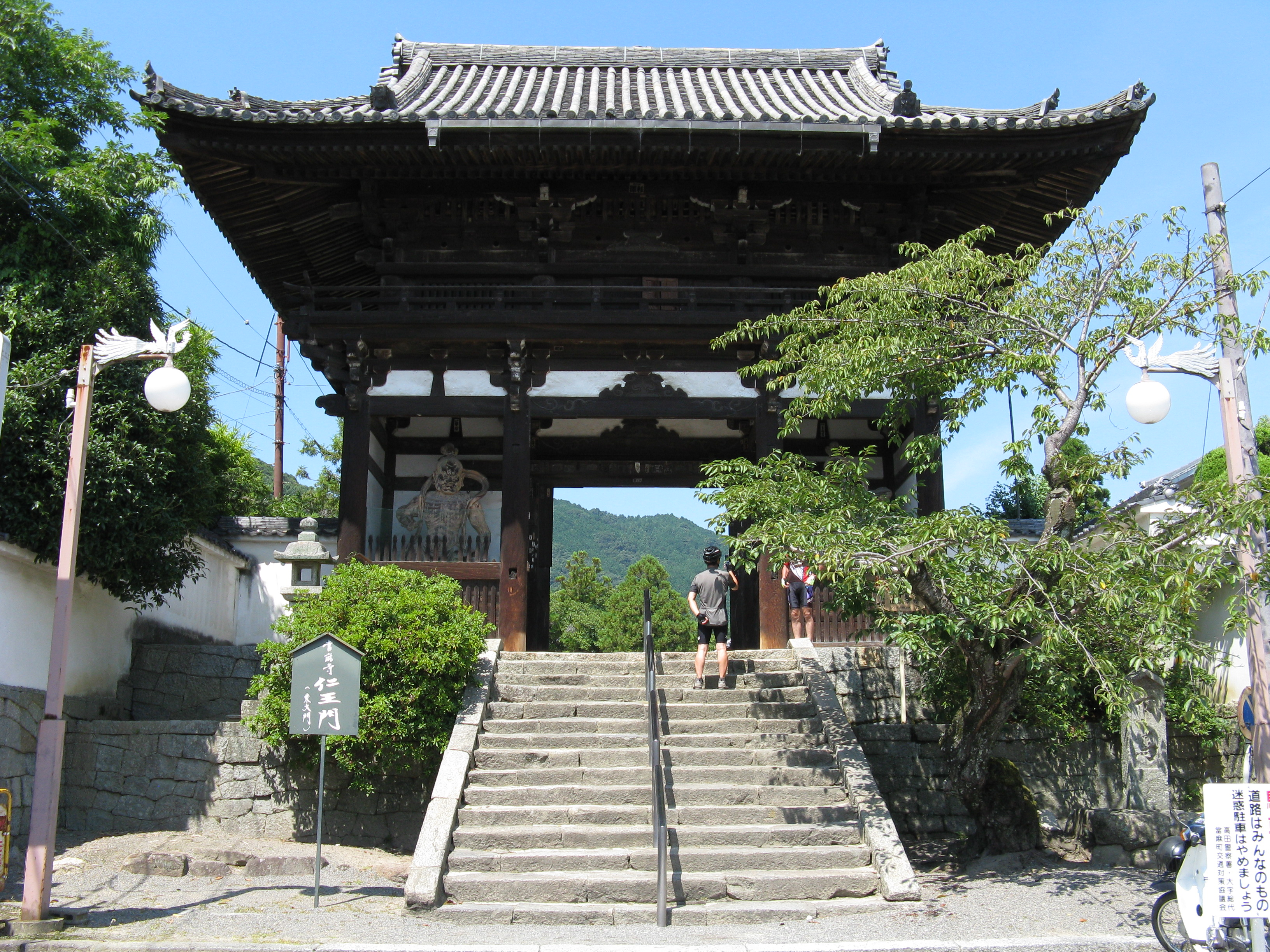
Niōmon.
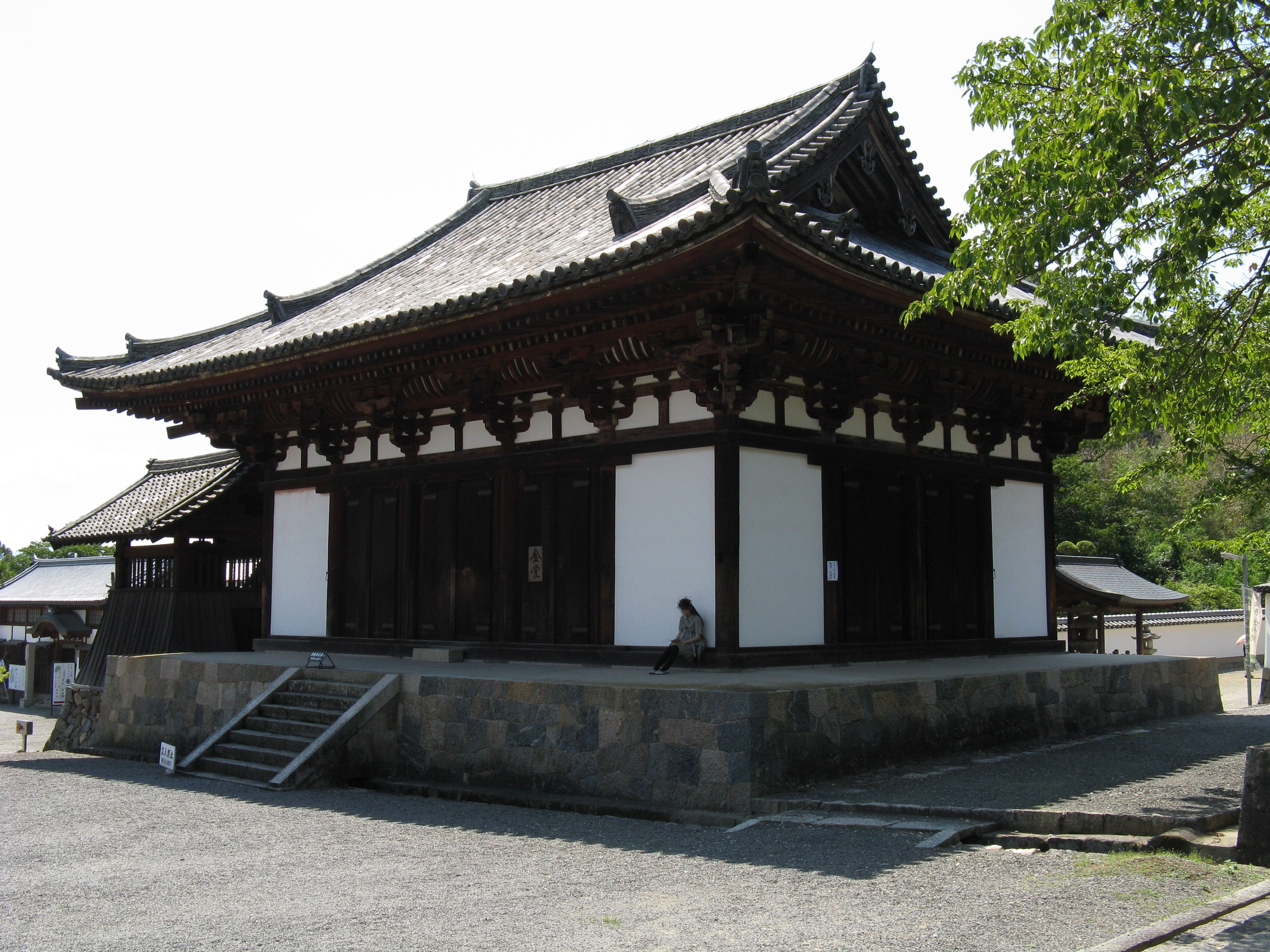
Kon-dō.
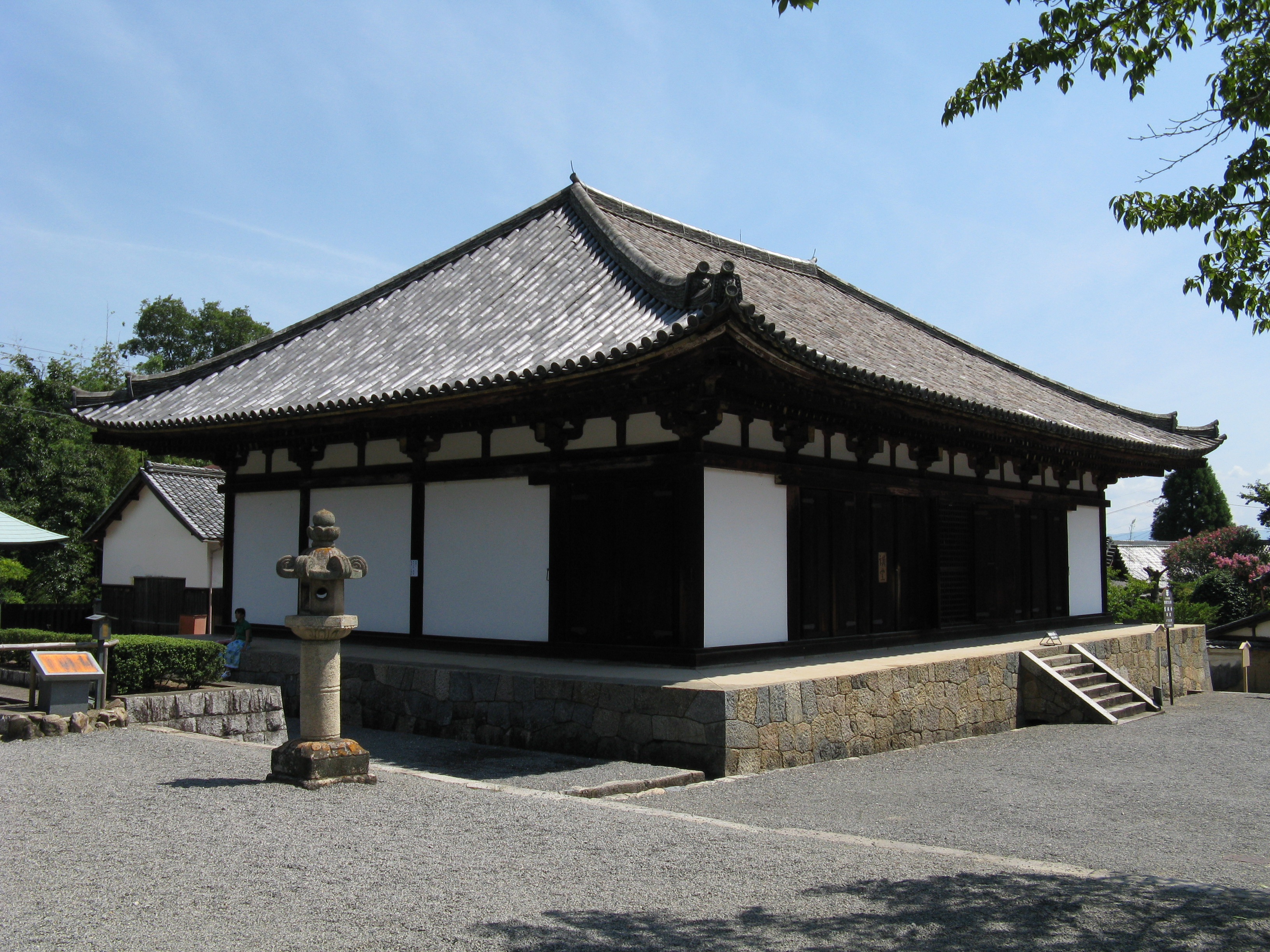
Ko-dō.
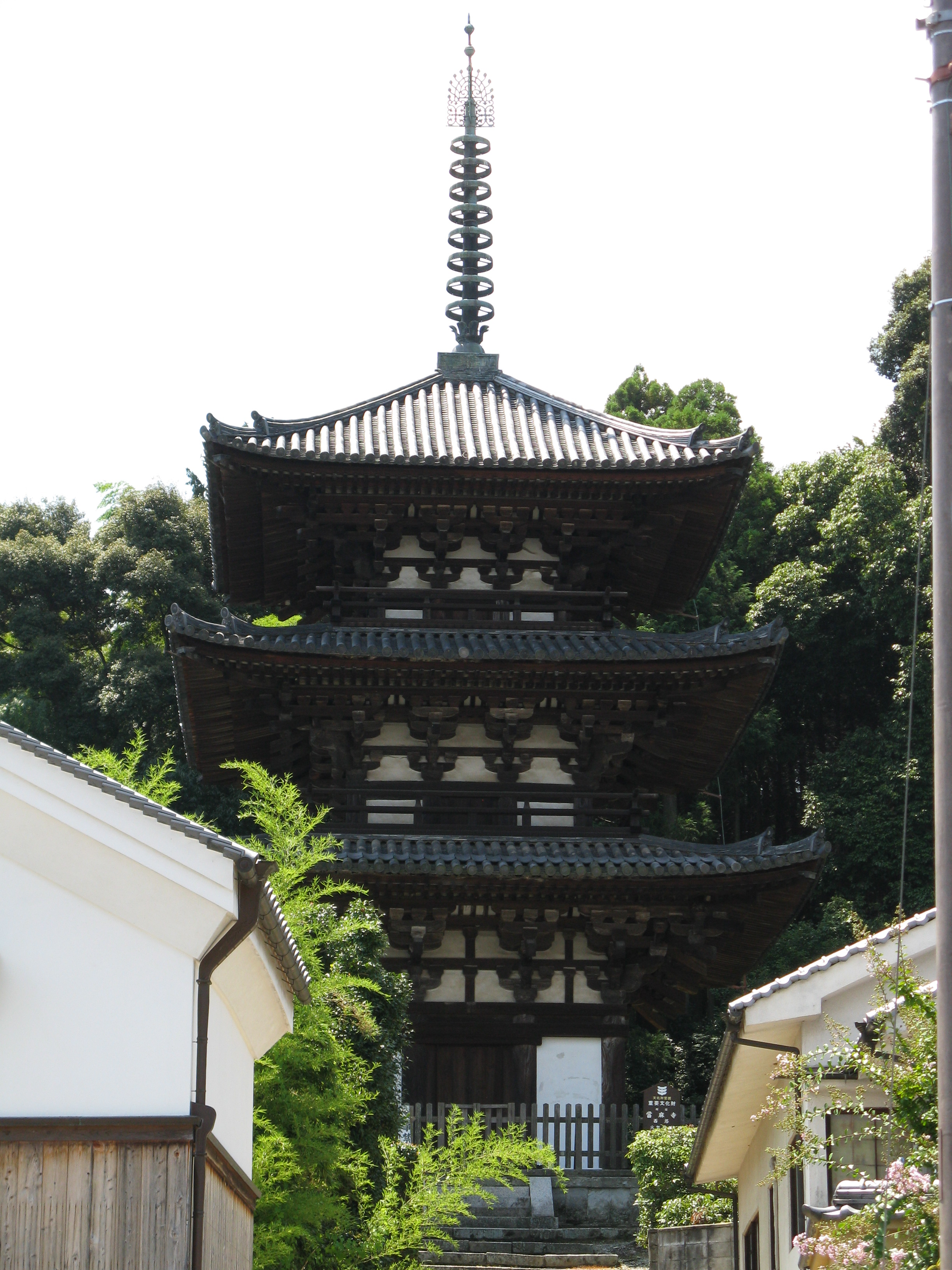
Sai-tō.